# Зігфрід і Рой

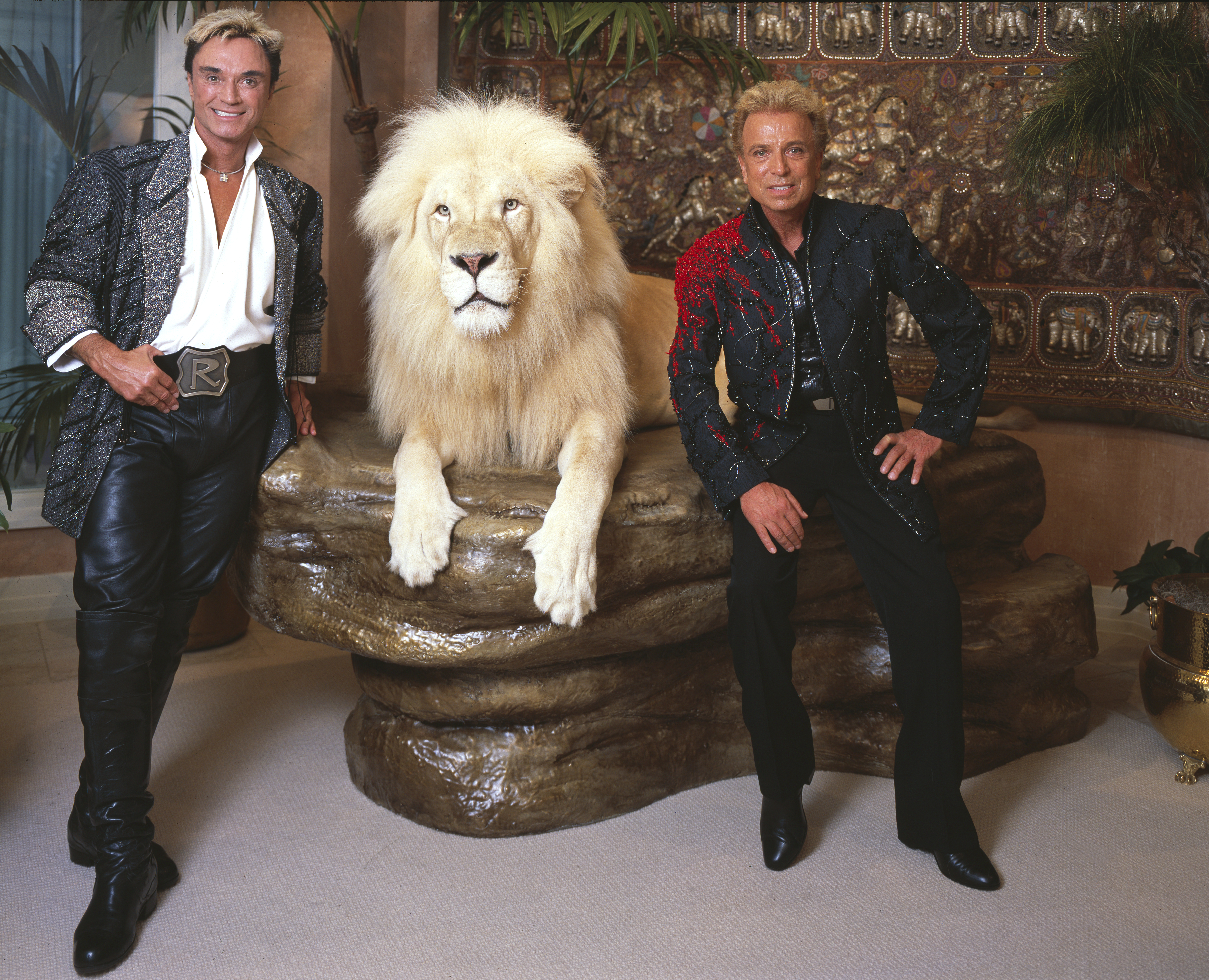
Рой Горн і Зігфрід Фішбахер із білим левом

Зігфрід і Рой — американський дует ілюзіоністів німецького походження. Дует прославився численними виставами у Лас-Вегасі, в яких часто брали участь білі тигри та леви.

## Біографія
Дует складається з Зігфріда Фішбахера (народився 13 червня 1939 року у м. Розенхайм — помер 13 січня 2021 року в Лас-Вегасі від раку) і Роя Уве Людвіга Горна (народився 3 жовтня 1944 року у м. Нордгам — помер 8 травня 2020, Лас-Вегас, причиною смерті стали ускладнення, викликані коронавірусним захворюванням COVID-19). Уперше обидва зустрілися 1959 року, коли вони працювали на океанському лайнері — Зігфрід був стюардом, а Рой офіціантом. Зігфрід також показував фокуси для розваги пасажирів, що швидко привернуло увагу Роя і вони подружилися. Незабаром Рой і Зігфрід почали виступати разом. Рой почав включати у виставу тварин, першим був гепард, якого він таємно проніс на судно. Пізніше вони почали тренувати левів та білих тигрів та включати їх у свої шоу. Шоу з тваринами стало настільки успішним, що вони отримали запрошення виступити у Лас-Вегасі. Після виступів у США 1972 року Рой і Зігфрід отримали нагороду за найкраще шоу року. 1990 року дует підписав багатомільйонний контракт з одним з готелів Лас-Вегасу, де шоу мало виходити постійно. Виступ дуету був перерваний тільки нещасним випадком 3 жовтня 2003 року (у день народження Роя), коли під час вистави на нього напав і серйозно пошкодив один з тигрів.
Протягом років, Зігфрід і Рой стали невіддільною частиною Лас-Вегасу, їхня популярність сягнула далеко за межі США. 1990 року Зігфрід і Рой були ушановані зірки на Голлівудській алеї слави. У США згадки про дует ілюзіоністів з'являлися у таких серіалах, як Сімпсони, свого часу також Майкл Джексон присвятив їм одну зі своїх пісень.